# Platja de Guillola
La platja de Guillola és una platja natural del municipi de Cadaqués (Alt Empordà) situada a la badia de Guillola, al costat de la punta d'en Cudera, a sis quilòmetres de la població, al Parc Natural del Cap de Creus. S'hi accedeix per un corriol que baixa des de l'antic camí de ronda, al que s'hi arriba des de la carretera entre Cadaqués i el far de Cap de Creus. Orientada al sud, està arrecerada de la tramuntana. Té una longitud de 50 m i una amplada mitjana de 10 m, formada per grava i còdols.
El nom és un diminutiu de la guilla, mamífer carnívor encara present a la zona. Antigament en aquesta platja es practicava la pesca anomenada 'eixugador', que consistia en l'encesa de llum nocturna, mitjançant la crema de llenya, que atreia els peixos.